# 5262 Brucegoldberg
5262 Brucegoldberg eller 1990 XB1 är en asteroid i huvudbältet som upptäcktes 14 december 1990 av den amerikanske astronomen Eleanor F. Helin vid Palomar-observatoriet. Den är uppkallad efter Bruce A. Goldberg, vän till upptäckaren.
Asteroiden har en diameter på ungefär 33 kilometer.